# مجلة يونغ الأسبوعية
مجلة يونغ الأسبوعية (باليابانية: 週刊ヤングマガジン) مجلة مانغا سينن يابانية تصدر من طوكيو كل يوم اثنين من دار النشر كودانشا. صدر العدد الأول في 23 حزيران 1980.